# Dijkkapel van Lemwerder
De Kapel aan de Dijk (Kapelle am Deich) is een vroeggotisch kerkgebouw in Lemwerder in de Duitse deelstaat Nedersaksen. De kapel is het kleinste kerkgebouw van de twee godshuizen van de protestants-lutherse kerkgemeente Lemwerder/Altenesch.

## Geschiedenis en beschrijving
De vroeggotische zaalkerk werd waarschijnlijk omstreeks 1260 gebouwd. De kapel betreft het oudste gebouw van Lemwerder en werd destijds op het hoogste punt van de plaats gebouwd. 
In het oudste deel zijn de muren 1,15 meter dik. De toren is van latere datum en werd in 1652 opgericht. Een voormalig stergewelf werd tussen 1733-1797 weggebroken en door een houten balkenplafond vervangen.  
Volgens de overlevering werd de kapel als burchtkapel van de graaf van Versfleth gebouwd. De plaats Versfleth lag echter in het gebied van de tegenwoordige gemeente Berne. Een kerkpatroon van de kapel is niet (meer) bekend. 

## Interieur
In de kerk bevinden zich:
- een kansel uit 1586 met reliëfs van de vier deugden: rechtvaardigheid, moed, wijsheid, hoop;
- een voorstelling van het Avondmaal van de kunstenaar Höhle (Bremen, 1823);
- tinnen altaarkandelaren uit 1761;
- het graf van Katharina von Ziegler-Hagemann, gestorven in 1697 en weldoenster van de kapel;
- het orgel van Claus Sebastian, Geesthacht met 8 registers op 1 manuaal en pedaal (1997);
- een in Bremen gegoten bronzen klok uit 1863;
- een votiefschip van de bark "Pauline", waarmee vanuit Lemwerder de walvisvaart werd bedreven. Het schip werd vervaardigd en in 2002 geschonken door kapitein Hans-Nikolaus Schümann.